# Caroline Bardua
Caroline Bardua (également appelée Karoline Bardua), née le 11 novembre 1781 à Ballenstedt et morte le 2 juin 1864, est une artiste peintre allemande. Elle fut l'une des premières femmes issue de classe moyenne à pouvoir subvenir à ses besoins en tant qu'artiste indépendante.

## Biographie
Caroline Bardua est née le 11 novembre 1781 à Ballenstedt. Elle étudie sous Johann Heinrich Meyer à l'école de dessin de Weimar. Elle devient une amie de Johanna Schopenhauer.
Également élève de Gerhard von Kügelgen de Dresde, elle débute dans l'art par des copies des tableaux de ce maître, et se fait ensuite connaître par ses propres œuvres.
Elle expose à l'académie de Berlin de 1822 à 1840.

## Œuvres
- Deux portraits de Goethe[3].
- Un portrait de Christiane Vulpius[3],[Note 1].
- Vierge à l'enfant, 1812[2].
- Sainte Cécile, 1814[2].
- Un portrait du prince Guillaume de Prusse, 1821[2].

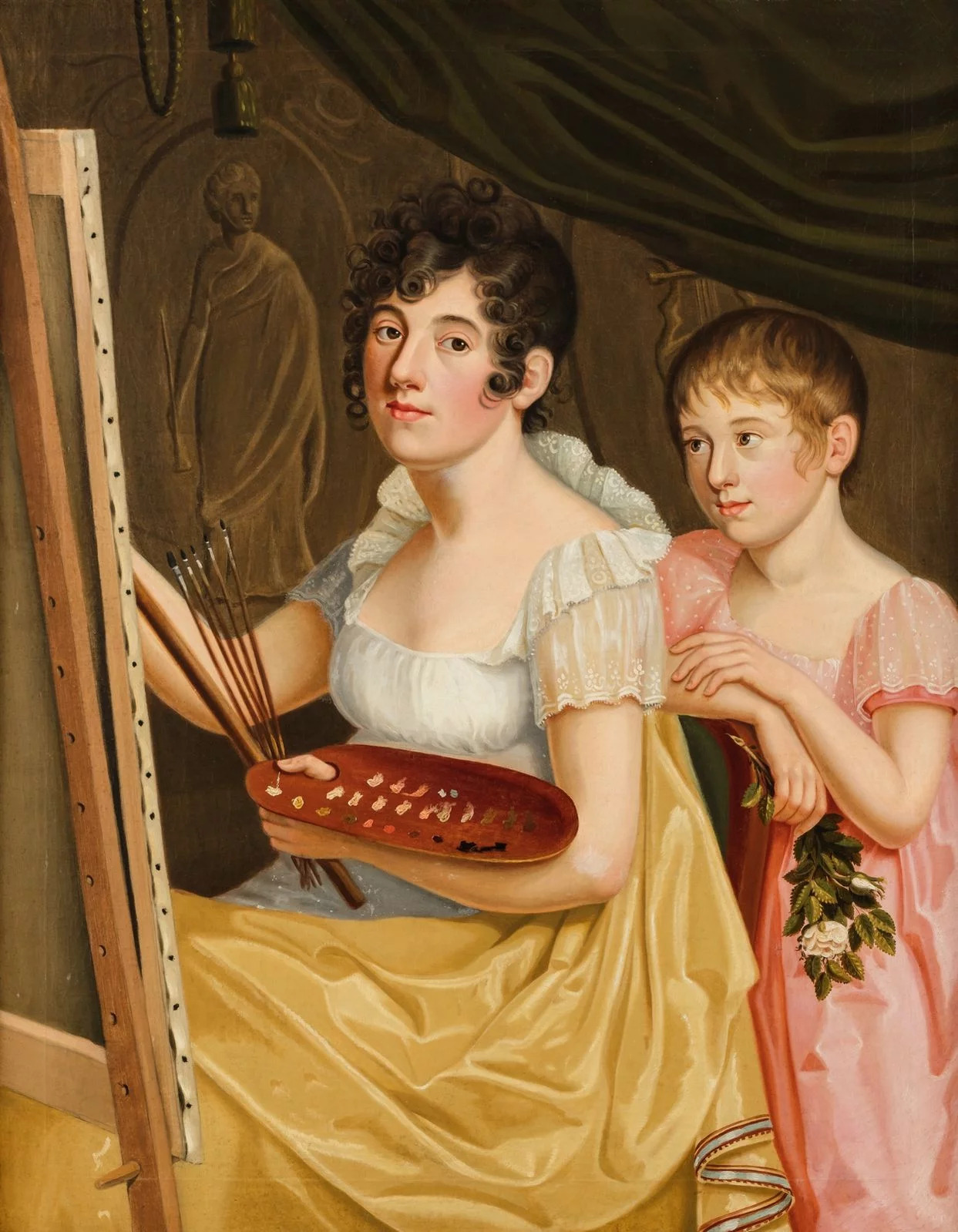
Johanna et Adèle Schopenhauer (Détail), Caroline Bardua, 1806